# Mein-Schritt-Allianz
Die Mein-Schritt-Allianz (IKD) (armenisch «Իմ Քայլը» դաշինք Im Kajlə daschink) war ein politisches Bündnis der beiden armenischen Parteien Zivilvertrag (Քաղաքացիական պայմանագիր) und Mission (Առաքելություն) sowie verschiedener unabhängiger Vertreter der armenischen Zivilgesellschaft. Die Allianz bestand von 2018 bis 2021 und stellte in dieser Zeit die armenische Regierung unter Premierminister Nikol Paschinjan.

## Geschichte
Die Allianz wurde im August 2018 vor den Stadtratswahlen der Hauptstadt Jerewan gegründet. Nach der Revolution in Armenien 2018 konnte sie bei der Parlamentswahl einen großen Erfolg erringen und erhielt die absolute Mehrheit im armenischen Parlament. Sie löste die langjährige Regierungspartei ab. Der Parteivorsitzende der Allianz, Nikol Paschinjan ist seit Mai 2018 zugleich der Premierminister Armeniens.
Die IKD stellte seit der Parlamentswahl 2018 die mit Abstand größte Fraktion in der Nationalversammlung Armeniens. Fraktionschefin war Lilit Makunz, welche Mitglied der Partei Zivilvertrag ist. Der Rat der Nationalversammlung wurde ebenfalls von der IKD dominiert, welche mit Ararat Mirsojan den Präsidenten der Nationalversammlung, sowie mit Lena Nasarjan und Alen Simonjan zwei der drei Vizepräsidenten stellte. Auch die Mehrzahl der Vorsitzenden der Ständigen Komitees gehörten der IKD an.
Mit der Ankündigung der Partei Zivilvertrag, bei der Parlamentswahl in Armenien 2021 allein anzutreten, wurde die Allianz auf Landesebene aufgelöst. Eine IKD-Fraktion besteht bis zur nächsten Wahl jedoch im Stadtrat von Jerewan fort.

## Wahlergebnisse
| Wahl | Stimmen | %     | Sitze  | Rang | Position  |
| ---- | ------- | ----- | ------ | ---- | --------- |
| 2018 | 884.456 | 70,43 | 88/132 | 1.   | Regierung |

Quelle: Zentrale Wahlkommission der Republik Armenien
| Wahl | Bürgermeisterkandidat | Stimmen | %     | Sitze im Stadtrat |
| ---- | --------------------- | ------- | ----- | ----------------- |
| 2018 | Hajk Marutjan         | 294.092 | 81,06 | 57/65             |

Quelle: Zentrale Wahlkommission der Republik Armenien

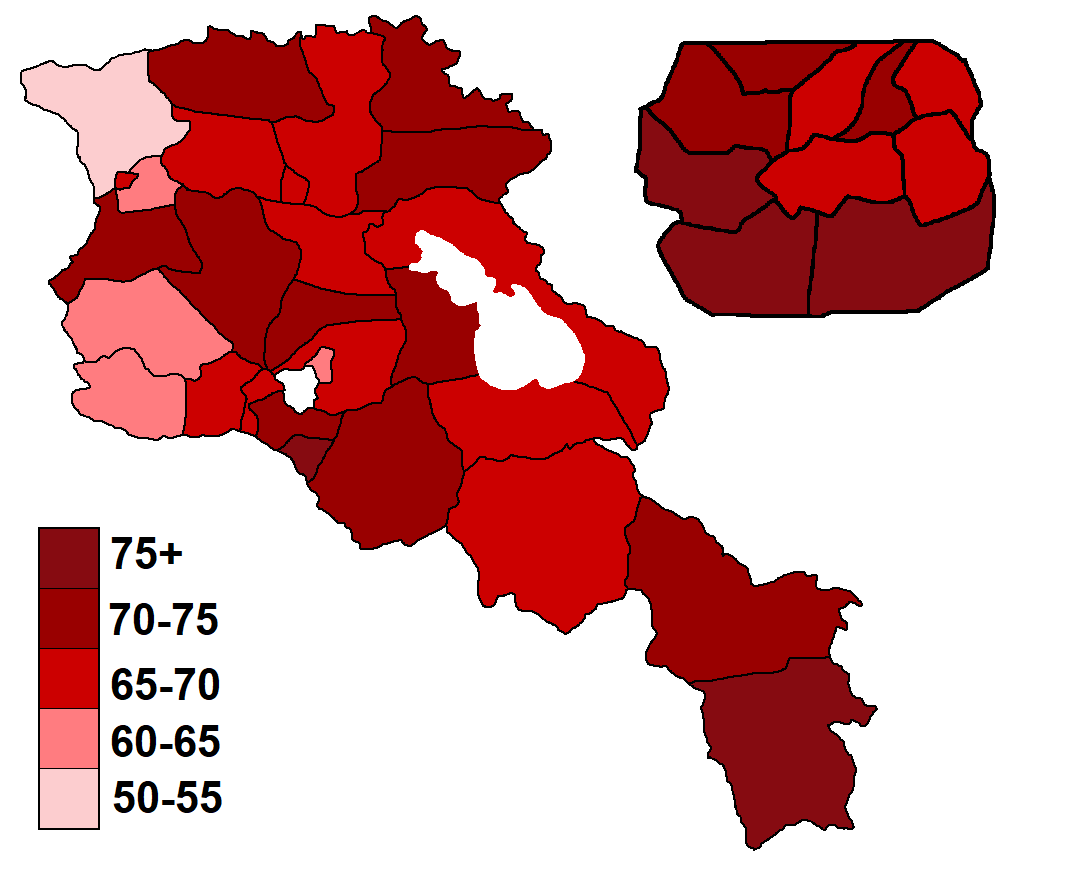
Stimmen für die IKD nach Wahlbezirken in Prozent bei der Parlamentswahl 2018
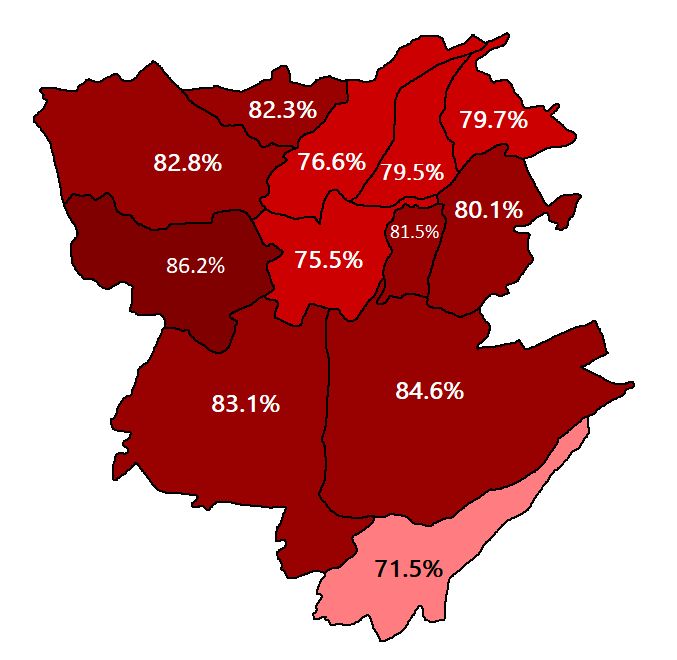
Stimmen für die IKD bei den Stadtratswahlen 2018 der Hauptstadt Jerewan